# Ramón Pereira P.
Ramón Monchy Virgilio Fernando Pereira Pérez (15 de diciembre de 1918 - 12 de agosto de 2013) fue un reconocido pionero de la radiodifusión en Panamá, mejor conocido como fundador de Radio Mía.
Pereira, de muy humilde familia, logró acaparar la atención del pueblo panameño con programas radiales como Los Monarcas del Aire.
A lo largo del año 91. Vivió en Chiriquí, provincia de panamá, hasta el día de su muerte.

## Carrera profesional
Reconocimientos otorgados:

- Orden Vasco Núñez de Balboa (Otorgado por la Presidente Mireya Moscoso).
- Hijo Meritorio del Distrito Capital por su patriótica labor en favor de las clases desposeídas.(Res. #9 del 23 de enero de 1968)- Llave de La Ciudad
- Hijo Meritorio del Distrito de Chitre por los múltiples beneficios brindados a la comunidad Chitreana. (Res #10 del 7 de octubre de 1971) - Llave de la Ciudad
- Certificado como Primer Suplente del Diputado Raimundo Ortega (25 de junio de 1952)
- Comité Pro Ayuda al Refugiado Cubano - Honor al Mérito (19 de junio de 1980)
- Comité Pro Luces del Estadio Rico Cedeno de Chitre - Por hacer realidad el alumbramiento eléctrico del estadio. (8 de febrero de 1969)
- Club De Leones de Bethania - Reconocimiento a su colaboración en la divulgación de actividades Leonísticas. (1979-1980)
- Municipalidad de Panamá - Por su participación en el desarrollo y fortalecimiento  de la Radiodifusión Panameña. (13 de junio de 1976)
- Club de Leones - Certificado de honor al mérito por sus meritorios servicios al proyecto "Escuela Vocacional de Chapala". (28 de septiembre de 1966)
- Junta Nacional de Escrutinio - Certificado como Diputado para el periodo del 10 de junio de 1964 hasta el 30 de septiembre de 1968)
- Colegio Nacional de Laboratoristas Clínicos de Panamá - Honor al Mérito por sus contribuciones al desarrollo científico y gremial de CONALAC. (10 de febrero de 1987)
- Ciudad Universitaria de San Martín de Porres en Lima - Diploma al Mérito por ser miembro activo del comité. (11 de octubre de 1957)
- Asociación Nacional de Laboratoristas de Panamá - Certificado de honor al mérito. (10 de febrero de 1978)
- Instituto Nacional de Panamá - Certificado de honor al mérito por su laudable labor en la formación de Los Aguiluchos. (2 de diciembre de 1985)
- Asociación Panameña de Radiodifusión (A.P.R) - Certificado de Alto Reconocimiento. (26 de septiembre de 2000)
- Club de Leones de sabanitas - Certificado de Honor al Mérito. (18 de noviembre de 1976)

Idoneidades Otorgadas:

- Junta Técnica de Periodismo de Panamá - Idoneidad para ejercer la profesión de Periodista. (Res. # 244 del 12 de marzo de 1979)
- Ministerio de Gobierno y Justicia de Panamá - Idoneidad para ejercer la profesión de Relaciones Públicas. (9 de mayo de 1984)
- Ministerio de Salud de Panamá - Idoneidad para ejercer la profesión de Laboratorista Profesional. (Res. #39 del 18 de marzo de 1975)

## Interés por la música
Tras recibir su primer bypass de corazón en los años 1950, Monchy fundó un grupo musical llamado Los Bypass.

## Carrera política
Asamblea Legislativa  (1964-1968):

Por elección popular, fue elegido Honorable Diputado durante dos periodos en los cuales presidió y participó múltiples comisiones en la Asamblea Nacional de Diputados de Panamá.

- (1964)(Miembro) Comisión de Trabajo, Previsión Pública y Salud
- (1964)(Miembro) Comisión de Relaciones Exteriores y Protocolo
- (1955)(Presidente) Comisión de Educación, Cultura y Bellas Artes
- (1965)(Miembro) Comisión de Credenciales y Justicia Interior
- (1965)(Miembro) Comisión de Gobierno
- (1965)(Miembro) Comisión de Trabajo, Previsión Pública y Salud
- (1966)(Presidente) Comisión de Educación y Cultura
- (1966)(Miembro) Comisión de Presupuesto
- (1967)(Miembro) Comisión de Reglamento, Revisión y Corrección de Estilo
- (1967)(Presidente) Comisión de Gobierno

## Filantropía
- Miembro del Club De Leones de Panamá
- Miembro de La Respetable Logia Cosmopolita #2
- Miembro de Abou Saad Shriners en Panamá
- Miembro del Comité Pro Ayuda al Refugiado Cubano